# Bent Larsen
 For alternative betydninger, se Bent Larsen (flertydig). (Se også artikler, som begynder med Bent Larsen)
Jørgen Bent Larsen (født 4. marts 1935 i Tilsted Sogn nær Thisted, død 9. september 2010 i Buenos Aires) var en dansk skakstormester og -forfatter. Med sin fantasifulde og uortodokse spillestil var han den første alvorlige vestlige udfordring mod den sovjetiske dominans i to årtier fra midten af 1950'erne. Han blev regnet for den bedste nordiske spiller i historien, indtil Magnus Carlsen brød igennem. Som ung studerede han til civilingeniør, men opnåede aldrig den afsluttende eksamen, fordi han foretrak en karriere som professionel skakspiller.
Larsen vandt det danske mesterskab i skak fra 1954-1956, 1959 og 1963-1964, samtlige gange han stillede op i perioden. Han deltog i skakolympiaden i både 1954 og 1956, hvor han opnåede pæne placeringer. Han har ligeledes vundet interzoneturneringer tre gange, men nåede aldrig frem til at spille den afgørende match om VM-titlen.
Han flyttede i begyndelsen af 1970'erne til Las Palmas, men flyttede i 1982 med sin argentinskfødte hustru til Argentina, hvor han boede til sin død.

## Opvækst
Jørgen Bent Larsen blev født den 4. marts 1935 i Tilsted Sogn ved Thisted som søn af Niels Kristian Larsen (1901-1979) og Asta Kirstine Hvelplund (1905-1966). Niels Kristian havde en lang karriere i Post- og Telegrafvæsenet og var formand i Venstres Ungdom i årene 1935-1937, ligesom han kom til at sidde i Tilsted Sogneråd, Holstebro Byråd og Aalborg Byråd. Bent fik to søskende ved navn Inger Elisabeth (1937) og Arne (1941). Familien boede på Dragsbækvej i Thisted indtil 1941, hvor de flyttede til ejendomskomplekset Solgaarden i Holstebro. I februar 1942 købte familien hus på adressen Aaglimt 21. Bent Larsen gik i Tilsted på en skole med omkring 80 elever, men kom i Holstebro til at gå på den markant større Danmarksgades Skole med 1500 elever. Der var begrænset plads, idet besættelsesmagten havde beslaglagt skolens gamle bygning, og Larsen så de få kvadratmeter som årsagen til, at han pådrog sig både skoldkopper og fåresyge. Larsen tog mellemskoleeksamen i 1949 og begyndte derefter i 1. g på Struer Statsgymnasium. Da familien flyttede til Aalborg i 1950, begyndte han i stedet på Aalborg Katedralskole. Larsen blev student i 1952 med udmærkelse og et snit på 14,59.
Larsen blev som 7-årig introduceret til skak af den jævnaldrende Jørgen From, og et par år senere fandt han skakbogen Kan De spille skak? af Andreas Nissen. Bogen, der var udgivet i 1924, fik stor indflydelse på Larsens udvikling som skakspiller. Larsen begyndte at spille skak med sine kammerater og sin far, og han begyndte at låne skakbøger og ældre udgaver af Skakbladet på biblioteket.

## Karriere

### 1947–1950: Holstebro Skakklub
Inden Larsen blev medlem af en skakklub, meldte han sig til Dansk Skak Unions korrespondanceturneringer som 12-årig i 1947, hvor han stillede op i 3. klasse. Larsen foretrak at spille kongegambit, hvilken forfatteren til Larsens første skakbog anså for en mægtig åbning. Larsen var omkring dette tidspunkt i stand til at vinde over sin far næsten hver gang, de to spillede mod hinanden. I 1947 oprettede Holstebro Skakklub en juniorafdeling, som Larsen blev en del af efter at have meldt sig ind i Dansk Skak Union i oktober 1947. Der var turneringspartier og undervisning på lørdage, og i den første turnering vandt Larsen 27 ud af 28 partier. Larsen fik derefter lov til at spille i de voksnes afdeling, og her deltog han i forårsturneringen i 1948. Larsen deltog i 4. klasse, der var den laveste, men blev rykket op i 2. klasse efter at have vundet samtlige af sine otte partier. Ved den årlige kamp mod Herning Skakforening blev Larsen placeret på det 25. bræt over fem ældre medlemmer. Larsen vandt sit parti, men Herning vandt samlet 19½-10½.
| „ | Ved matchen i søndags mellem Holstebro og Herning sås det på ny, hvordan unge, ja purunge spillere dukker op og klarer sig pænt trods alle de garvede veteraner. Her er et eksempel [...]. Vinderen, der er 12 år, spiller den gamle berømte eller snarere berygtede Trebondegambit ved 25. bræt; tager man alderen i betragtning er partiet nydeligt gennemført. | “ |
|   | — firedobbelt danmarksmester i skak, Bjørn Nielsen, Herning Folkeblad |   |

Larsen deltog i 3. klasse i påsketurneringen i marts 1948, og trods til tider usikkert spil sluttede han som fjerde bedste i sin gruppe med 5/7. I sommeren 1948 afholdt skakklubben en tematurnering med kongegambit, og her vandt Larsen med 7/8. I den følgende tid blev det til stadigt bedre placeringer ved klubbens turneringer, herunder en andenplads i 2. klasse ved efterårsturneringen i 1948 og en andenplads ved pokalturneringen i 1949. Ved forårsturneringen i 1949, hvor den forsvarende mester Lau Laursen ikke deltog, blev Larsen klubmester i en alder af kun 14 år. Larsen forsvarede titlen som klubmester både ved efterårsturneringen i 1949 og forårsturneringen i 1950. Herefter stod det klart, at han var Holstebros ubestridt stærkeste spiller. Larsen fik i juli 1950 for første gang optaget et parti i Skakbladet; en kongegambit mod Lau Laursen fra forårsturningeren. Larsen repræsenterede Holstebro Skakklub for sidste gang ved påsketurneringen i 1950, hvor han endte med 5/7 i sin gruppe i 1. klasse.

### 1950–1952: Aalborg Skakforening
Efter Larsens tredje klubmesterskab i Holstebro Skakklub flyttede familien til Aalborg i 1950, da hans far ved kongelig resolution var blevet udnævnt til kontrollør ved Aalborg Postkontor. Larsen meldte sig ind i Aalborg Skakforening, der var en de stærkeste klubber i provinsen. Han havde en række gode præstationer ved diverse turneringer i 1950, herunder en sejr i 1. klasse i Aalborg Amtsturnering. I 1951 debuterede Larsen for klubbens A-hold ved en hovedkredskamp, og ved påsketurneringen i 1951, der blev afholdt i Odense, rykkede han op i mesterklassen efter at have vundet sin gruppe i 1. klasse med maksimum.

#### Junior-VM i 1951
Dansk Skak Union skulle sende en junior fra mesterklassen til juniorverdensmesterskabet i Birmingham i juni 1951, og efter påsketurneringen var der fire danske juniormestre inklusiv Larsen. Larsen skulle møde den bedste af de tre øvrige i en afgørende udtagelsesmatch, og her vandt Larsen i to partier over Jørgen Haagen Hansen fra København. Til junior-VM, der havde 18 deltagere fra 17 forskellige lande, fik han en delt fjerdeplads med 6½/11. Larsen fik desuden en præmie for at have spillet et af de to bedste partier ved turneringen. Vinderen af turneringen var 17-årige Borislav Ivkov (en), der senere kom til at spille mod Larsen flere gange i store turneringer. Larsen fulgte med stor interesse med i stormesterturneringen, der blev afholdt sideløbende med junior-VM, og han oplevede her blandt andre Svetozar Gligorić (en), Savielly Tartakower og Jefim Bogoljubov (no).

#### Trondheim 1951-52
Efter den fine placering ved junior-VM fortsatte Larsen med at imponere i klubregi. I efteråret 1951 vandt han igen Aalborg Amtsturnering, denne gang i mesterklassen, og han vandt Aalborg Skakforenings vinterturnering 1951/52 med 12/12. Under sidstnævnte turnering begyndte Larsen at eksperimentere med engelsk (1. c4) frem for kongebondespil (1. e4), som han ellers havde spillet i udpræget grad indtil da. Arnold J. Eikrem (no), der havde deltaget ved junior-VM sammen med Larsen, tog initiativ til en nordisk juniorturnering i Trondheim, Norge. Larsen deltog som eneste dansker sammen med syv nordmænd, herunder Eikrem, samt en svensker og en finne. Larsen vandt turneringen med 8/9 uden tabsparti og spillede 1. c4 som hvid i fire ud af fem partier. Ejeren af Dansk Skakforlag i Aabybro, Arne Hansen, arrangerede en match mellem den nu 16-årige Larsen og den regerende danmarksmester, Eigil Pedersen. Matchen blev spillet i februar 1952, og det blev til et enkelt gevinstparti og en remis ud af fire partier for Larsen. Resultatet illustrerede, at Larsen var i stand til at volde problemer for en landsholdspiller.

#### Landsholdsspiller i 1952
Ved påsketurneringen i 1952 vandt Larsen mesterklassen med 6½/7 og blev dermed landsholdsspiller i en alder af 17 år. I maj 1952 spillede han for første gang for landsholdet i en dyst mod Norge, hvor han fik 1½/2, og Danmark vandt 12-8. Larsen spillede sin anden landsholdskamp mod Holland i september 1952; her tabte han begge partier mod Hans Bouwmeester (en), og Holland vandt 11-9. Larsen havde sin sidste optræden for Aalborg Skakforening i Midtjysk Pokalturnering, der blev afviklet få dage efter matchen mod Holland. I pokalturneringen, hvor Aalborg blev nummer tre, vandt Larsen på 1.-brættet over landsholdsspilleren Palle Nielsen fra Aarhus Skakklub.
| „ | [Larsens] spil var mærket af ungdommens vovemod og fantasi, og hans kunnen, hvad åbningsspil angår, var rent forbløffende. Hans spil var hurtigt og elegant, og tilskuerne flokkedes om hans bord for at se, hvordan de garvede mesterspillere blev som børn under hans behandling. | “ |
|   | — Skakbladets redaktør, Villads Junker, om Larsens præstation ved DM i 1952 |   |

### 1952–1956: Studerende i København
Larsen tog i slutningen af september 1952 til København for at studere på Polyteknisk Læreanstalt i Øster Voldgade, og han flyttede ind i et værelse i en lejlighed i Hjortholms Alle 38 i Utterslev. Han blev medlem af Københavns Skakforening (KS) og spillede i Københavns Skak Unions (KSU's) mesterrække 1952-53, hvor han vandt samtlige af sine partier. I KS' vinterturnering 1952-53 fik Larsen en delt andenplads med 5/7.
Larsen tog 1. del af sin eksamen i sommeren 1956, som var blevet forsinket med to år, men skak optog al hans fritid, og egentlig koncentrerede han sig ikke længere om studierne. Han tjente desuden penge på at skrive skakartikler og spille simultan, og han levede reelt af skak fra begyndelsen af 1953. I 1950'ernes Danmark var den overvældende holdning imidlertid, at man hverken kunne eller burde leve af at spille skak.
Larsen begyndte så småt at spille 1. Sf3, som ofte overgik til Katalansk eller Kongeindisk. Omkring år 1955 spillede Larsen næsten eksklusivt 1. Sf3 i sine turneringspartier som hvid. Larsen skrev senere, at han i de partier tit kom ud i slutspil med tårne og springere, der bød på mange kombinatoriske muligheder. Disse slutspil, som han kaldte "katalanske slutspil", blev ifølge ham selv et af hans specialer.

#### Trondheim 1952-53 og Enevoldsen-match
I januar 1953 vandt Larsen igen juniorturneringen i Trondheim, denne gang med 8½/9, og han lavede efterfølgende et par simultanopvisninger i Norge. Ved Københavnsmesterskabet i 1953, som den københavnske dagspresse dækkede intenst, blev Larsen nummer to. I påsketurneringen i 1953 havde Larsen en stærk debut i landsholdsklassen, idet han opnåede en delt tredjeplads med 6/11. Forud for juniorverdensmesterskabet arrangerede Ekstra Bladet i juni 1953 en match mellem Larsen og Jens Enevoldsen, der var Danmarks eneste internationale mester. De seks partier udspillede sig i Politikens foredragssal, hvor der var opstillet et stort demonstrationsbræt for tilskuerne. Undervejs blev partierne kommenteret af flere københavnske mesterspillere, og salen var fyldt til de sidste to partier, efter Larsen overraskende havde vundet fjerde parti. Matchen, der havde været god reklame for skakken, endte uafgjort.

#### Junior-VM i 1953
I juli 1953 deltog Larsen ved sit andet juniorverdensmesterskab, der denne gang blev afholdt i København. Larsen kvalificerede sig til A-finalen via sin fjerdeplads i forgruppe B og endte på en delt femteplads med 2½/7. I A-finalen lagde Larsen ud med at slå englænderen Jonathan Penrose (en) med en kongegambit, men tabte dernæst til blandt andre amerikaneren James Sherwin (en), argentineren Oscar Panno (en) og tyskeren Klaus Darga (en). Turneringen nød stor tilskuerinteresse, og et lynparti mellem Larsen og Borislav Ivkov blev endda tv-transmitteret. Flere af deltagerne var få år senere at finde i verdenseliten for seniorer, og netop denne juniorturnering er anset for at være en af de stærkest besatte i historien.

#### Danmarksmester i 1954
I tiden efter junior-VM i 1953 opnåede Larsen flere fine resultater med enkelte undtagelser. Det blev blandt andet til en femteplads i Nordisk Turnering 1953 i Esbjerg, en jævn indsats i KSU's Mesterrække 1953-54, en overbevisende sejr i KS' vinterturnering 1953-54, en delt førsteplads i Arbejdernes Skakforenings jubilæumsturnering 1954 og en sejr med maksimumpoint ved Københavnsmesterskabet 1954. Ved påsketurneringen 1954 i Århus blev Larsen i en alder af 19 år den hidtil yngste danmarksmester med 8/11. Ved turneringen demonstrerede han et omfattende åbningsrepertoire og et stort angrebsmod. Larsen kvalificerede sig samtidigt til skakolympiaden i Buenos Aires, der imidlertid endte med at blive afholdt i Amsterdam, hvor han ville deltage sammen med seks andre danske landsholdsspillere. Larsen spillede i juli 1954 et radioparti mod Bent Kølvig (en), der repræsenterede Dansk Arbejder-Skakforbund; Larsen vandt partiet.

#### Skakolympiaden 1954 i Amsterdam
Som 19-årig deltog Larsen for Danmark ved skakolympiaden i Amsterdam i 1954. Larsen spillede på 1.-brættet og opnåede her med 11/13 i B-finalen den tredjebedste score blandt sine modstandere; han var kun overgået af verdensmesteren Mikhail Botvinnik og schweizeren Josef Kupper (en). Ved turneringen, hvor Larsens partier var på 52 træk i gennemsnit, oplevede han for første gang at vinde over en stormester med en sejr over den 72-årige Ossip Bernstein. Den overbevisende indsats ved turneringen blev bemærket internationalt og betød, at Larsen blev tildelt titlen som international mester på FIDE-kongressen i 1955. Danmark blev nummer 16 i B-finalen.

#### Anden DM-titel og nordisk mesterskab i 1955
Larsen leverede en suveræn indsats i en række turneringer mellem 1954 og 1955; han vandt KS' vinterturnering 1954-55 uden tabsparti, fik maksimum på 1.-brættet i KSU's Mesterrække 1954-55, vandt Industriforeningens Skakklubs juniorturnering 1954-55 med maksimum og vandt Københavnsmesterskabet 1955 uden tabsparti. De imponerende resultater kulminerede ved påsketurneringen i Aalborg i 1955, hvor Larsen vandt sin anden DM-titel med 10/11 uden tabsparti.
| „ | Det blev Bent Larsen, der sejrede i år igen, og han vandt hermed sit andet danmarksmesterskab. [...] Naturligvis kan der altid ske overraskelser i skak, ligesom nye talenter kan dukke op, men et talent af Bent Larsens format dukker nu ikke op til hver en tid, og vi forudser, at han i mange år frem i tiden vil stå som den alvorligste aspirant til danmarksmesterskabet - og meget mere end det. | “ |
|   | — Skakbladets redaktør, Axel Nielsen, 1954 |   |

I en landskamp mod Sverige i august 1955 tabte Larsen begge sine partier mod Gösta Danielsson (en); Sverige vandt kampen 13½-6½. Senere på måneden delte Larsen imidlertid førstepladsen med islændingen Friðrik Ólafsson i Nordisk Turnering i Oslo, og de to skulle derfor i omkamp om titlen. Kampen blev spillet i Reykjavik i januar 1956, og her vandt Larsen med 4½ mod 3½. Han blev dermed Danmarks første nordiske mester siden Erik Andersen i 1937. Flere hundrede tilskuere fulgte partierne, ligesom trækkene også blev sendt i radioen. I samtiden blev Larsens sejr omtalt som sensationel.

#### Zagreb 1955 og Stockholm 1955-56
Skakklubben Mladost i Zagreb fejrede sit 10-års-jubilæum i november 1955 ved at afholde en mesterturnering med 20 deltagere, hvoraf ni var stormestre. Larsen deltog i den ungmesterturnering, der blev spillet sideløbende, og hvor alle 18 deltagere var højst 25 år. Han fik en delt førsteplads sammen med schweiziske Edwin Bhend (en). Efterfølgende spillede Larsen matcher mod de unge jugoslaviske mestre Arsenije Lukić, der var blevet national mester tidligere på året, og Milan Vukčević (en). Kampen mod Lukić endte med et nederlag på 1½-2½, mens kampen mod Vukčević endte uafgjort 3-3.
Efterfølgende spillede Larsen i en international turnering i Stockholm, hvor blandt andre den svenske stormester Gideon Ståhlberg deltog. Larsen endte på en andenplads med 6/9 bag svenskeren Martin Johansson (en), mens Ståhlberg skuffede og måtte nøjes med en syvendeplads. Larsens parti mod Ståhlberg blev remis.

#### Tredje DM-titel og sejr ved Gijon 1956
I påsketurneringen 1956 vandt Larsen sit tredje danmarksmesterskab i streg, denne gang med 9½/11 og uden tabsparti. Larsen har selv vurderet, at det var den første turnering, hvor han udviste stormesterstyrke. Sejren betød, at han ville komme med til skakolympiaden i Moskva senere på året. Dagen efter påsketurneringen havde KSU, Storkøbenhavns Arbejder-Skakforbund og dagbladet Land og Folk arrangeret to opvisningskampe; en mellem Larsen og den sovjetiske mester Mark Tajmanov og en mellem Jens Enevoldsen og Georgij Ilivitskij (en). De to russiske spillere havde været til en mindeturning i Island og gjorde et stop i København på vej tilbage til Sovjetunionen, hvilket blev anledningen til arrangementet. Begge partier endte med remis.
Larsen deltog i juli 1956 i den 11. internationale turnering i Gijon i Spanien. Larsen vandt turneringen uden tabsparti foran blandt andre Klaus Darga (en) og Jan Hein Donner (en), og det var hans bedste internationale resultat indtil da. Efter turneringen rejste Larsen direkte hjem til København, hvor DSU og Ekstra Bladet havde arrangeret en international træningsturnering – også denne vandt Larsen overbevisende.

### 1956–1961: Ung stormester

#### Skakolympiaden 1956 i Moskva og stormestertitlen
Ved skakolympiaden i Den Røde Armés Teater (en) i Moskva leverede Larsen en forrygende præstation, idet han med 14/18 opnåede den højeste gevinstprocent på 1.-brættet foran blandt andre den forsvarende verdensmester Mikhail Botvinnik og stormestrene Miguel Najdorf og Svetozar Gligorić. Dagen efter turneringen blev han udnævnt til den 52. stormester i historien, da en spiller dengang blev tildelt titlen ved at opnå en gevinstprocent på over 70 på 1.-brættet i A-finalen ved en skakolympiade. Larsen blev dermed Danmarks første stormester i skak i en alder af 21 år. Den tidligere verdensmester Max Euwe roste dengang Larsens positionsspil, aggressivitet og udholdenhed, og siden er hans præstation i bøger om skakolympiaderne blevet sammenlignet med Paul Keres' indsats ved skakolympiaden i Warszawa i 1935. Danmark endte på en 10. plads i A-finalen, hvilket var landets bedste placering siden 5. pladsen ved skakolympiaden i 1928. Larsen skrev mange år senere, at han regnede sit gevinstparti mod Gligorić for et af sine smukkeste partier.
| „ | Bents vej til stormestertitlen blev en oplevelse at følge. Pludselig en dag gik det op for os alle, hvad det var, han var ved at lave. Den ene efter den anden måtte ned med nakken. Det kulminerede med, at Bent holdt verdensmesteren Botvinnik frem i strakt arm, og kun en lille unøjagtighed reddede remisen for russeren. | “ |
|   | — Jens Enevoldsen, Politiken den 24. september 1967 |   |

Da Larsen vendte hjem til Danmark, afholdt KSU en række foredrags- og simultanarrangementer med ham rundt i diverse københavnske skakklubber. Larsen blev i begyndelsen af 1957 formand for en privat skakklub i København opkaldt efter den afdøde Aron Nimzowitsch (1886-1935). Skakklubben Nimzowitsch var ikke i konkurrence med de øvrige klubber og derfor ikke medlem af KSU, og man blev som udgangspunkt medlem ved invitation.  Formålet var at forbedre byens skakliv ved undervisning og foredrag afholdt månedligt.

#### Hastings 1956-57 og Studenter-OL 1957
Larsen fortsatte med at imponere, da han delte førstepladsen i den stærkt besatte turnering i Hastings 1956–57 med 6½/9 – samme score som Gligorić og foran blandt andre Ólafsson, Alberic O'Kelly (en) og László Szabó (en). Udover den delte førsteplads gjorde Larsen sig bemærket ved at vinde alle sine fem partier som sort.
Ved Studenter-OL 1957 i Reykjavik var Danmarks slutplacering som nummer 10 ud af 14 en stor skuffelse, især fordi studenterlandsholdet var i en stærk opstilling med Larsen, danmarksmester Palle Ravn, københavnsmester Børge Andersen og to mesterspillere. Larsen leverede en lunken indsats på førstebrættet, hvor han fik en 9. plads. Hans spil var præget af manglende koncentration, men han lykkedes dog med at besejre amerikaneren William Lombardy (en), der to uger senere vandt junior-VM i Toronto med maksimum. Sovjet vandt olympiaden på overbevisende vis. Fire dage efter olympiadens afslutning spillede Larsen sammen med syv andre københavnske spillere mod det russiske studenterlandshold, der talte blandt andre Mikhail Tal og Boris Spasskij. Imod forventning formåede det københavnske hold at få uafgjort 4-4, og Larsen spillede et underholdende og kompliceret remisparti mod Tal, som han havde tabt til ved det netop overståede OL. Matchen blev spillet i Studenterforeningens store sal i Studiestræde, og der var stor tilskuerinteresse for partierne, der alle blev vist på demonstrationsbrætter.

#### Wageningen 1957 og Interzoneturneringen 1958 i Portorož
I 1957 deltog Larsen i zoneturneringen i Wageningen, Holland, hvor de tre bedst placerede spillere ville kvalificere sig til interzoneturneringen. Turneringen forløb over en måned i efteråret og havde 18 deltagere inklusiv Larsen, heriblandt Laszlo Szabó, Friðrik Ólafsson og Jan Hein Donner. Larsen lagde ud med syv point efter otte runder, og med fire runder igen lå han nummer tre med 9½ point, mens Szabó og Ólafsson indtog de forreste pladser med henholdsvist 11½ og 10 point. Donner kom imidlertid op på siden af Larsen i slutspurten, og de endte derfor med at dele tredjepladsen. Der skulle dermed spilles en omkamp for at afgøre, hvem af de to der kvalificerede sig til interzoneturneringen. Omkampen blev over fire dage i april 1958, og Larsen kunne nøjes med uafgjort. Larsen vandt matchen med 3/4.
Med sejren over Donner kom Larsen til interzoneturneringen, der blev afholdt i Portorož (en) i sensommeren 1958. Blandt de 21 deltagere endte Larsen på en skuffende 16. plads. Turneringen blev vundet af Mikhail Tal, og en blot 15 år gammel Bobby Fischer fik en 6. plads. Larsen fik dog en gevinst mod Tigran Petrosjan, hvilket var Petrosjans eneste tabsparti i 60 partier fordelt over tre interzoneturneringer. Larsen havde problemer med sit åbningsspil i turneringen, og han tabte eksempelvis tre ud af tre partier med dragevarianten i siciliansk. Derudover havde Larsen i eftertiden dog svært ved at forklare den skuffende indsats.
Efter to mindre succesfulde sæsoner kom han stærkt tilbage med en delt førsteplads i Hoogovens Beverwijk i 1961, hvor han scorede 7½/9 ligesom Borislav Ivkov (en).

### Udfordrer til verdensmesterskabet
Larsen deltog i kandidatturneringen om VM i skak ved fire lejligheder: 1965, 1968, 1971 og 1977. I kandidatturneringen i 1965 i Bled vandt han over Borislav Ivkov (en) med 5½–2½, men tabte derefter i semifinalen til den tidligere verdensmester Mikhail Tal med 4½–5½. Tal vandt det afgørende parti med et spektakulært springeroffer. Larsen vandt herefter en playoff-match mod Efim Geller med 5–4 i København 1966 om direkte adgang til interzoneturneringen. Senere i 1966 vandt han en stærkt besat turnering i Le Havre foran Lev Polugajevskij. I 1967 vandt han den stærkt besatte interzoneturnering i Sousse med 15½/21, efter at Bobby Fischer havde trukket sig fra turneringen. Desuden vandt han yderligere 3 stærke turneringer dette år, hvilket indbragte ham Chess Oscar award. Selv anså han 1967 som det mest succesfulde år i sin karriere og sejren i Havana dette år som et højdepunkt.
I 1968 slog han Lajos Portisch med 5½–4½ i kvartfinalen i kandidatturneringen i Porec 1968, men tabte efterfølgende i semifinalen i Malmø til Boris Spasskij, som senere blev verdensmester.
I 1970 delte han andenpladsen i interzoneturneringen på Mallorca med 15/23. Bobby Fischer, der var på toppen af sin karriere, vandt turneringen. Efter turneringen var Bent Larsen placeret som nr. 3 på ELO-ranglisten, den højeste placering, han opnåede i karrieren. I kandidatturneringen i 1971 tabte han semifinalen 6-0 til Bobby Fischer, der endte med at vinde verdensmesterskabet.
Larsen fulgte sine tidligere topplaceringer i interzoneturneringen med en sejr i 1976 i Biel i Schweiz. Med tre vundne titler interzoneturneringer er han den mest vindende nogensinde, da denne type turneringer ikke afholdes længere.
I 1978 vandt han North Sea-mesterskabet i Esbjerg.

### De senere år
I 1988 tabte Bent Larsen et parti til Deep Thought, en forløber for den senere berømte Deep Blue, i Software Toolworks Championship, og blev dermed den højst rangerede FIDE-spiller (2560) og den første stormester, som blev slået af en computer i en turnering.
Larsen spillede højt op i alderen stadig lejlighedsvis turneringer. I 1999 sluttede han som nummer syv ud af ti ved de danske mesterskaber og blev nummer fire i 2002 i Najdorf Memorial knock-out i Buenos Aires. Hans Elo-score i FIDEs liste fra april 2009 var 2415, dvs. stadig på niveau med en god international mester.

## Repræsentant for Danmark
Bent Larsen repræsenterede seks gange Danmark ved skakoplympiaderne, altid på førstebrættet. Hans samlede score ved disse optrædener var 75/109, en imponerende score på 68,8 %.

## Spillestil
Larsen spillede ikke for at få remis, men for at vinde. Som konsekvens tabte han sommetider, men i turneringer bragte denne tilgang ham flere sejre end tab. På grund af hans livlige spilstil var der stor efterspørgsel på ham blandt tilrettelæggere af turneringer. Skønt hans spil blev svækket med alderen, blev hans aggression det ikke. I åbningsspillet undgik han veltrampede stier og genoplivede med succes mange gamle og glemte åbningsvarianter. Når muligheden bød sig, kunne han spille et solidt positionsspil, og han var også god til slutspil.
I begyndelsen af 1960'erne havde Larsen fundet en fleksibel spillestil, som blandt andet gjorde ham kendt for nogle gange at anvende usædvanlige åbninger. Han var en af de meget få moderne stormestre som lejlighedsvis anvendte Birds åbning (1. f4), og åbningstrækket 1. b3 kaldes nogle gange Nimzo-Larsen-angrebet til ære for ham (og Aaron Nimzowitsch). Dette førte til nogle risikable stillingstyper, hvor han forsøgte at hindre modstanderne i at opnå balance i stillingerne. Dette førte til en udvikling af hans skakforståelse, som blandt andet blev udnyttet i zoneturneringen i Halle, hvor han blev nummer to efter vinderen Lajos Portisch. Hans udsædvanlige åbningsrepertoire blev også anvendt i interzoneturneringen i Amsterdam 1964, hvor han delte førstepladsen med de etablerede sovjetiske stjernespillere Boris Spassky, Mikhail Tal og Vasilij Smyslov med scoren 17/23.

## Berømte partier
|  | Denne sektion anvender algebraisk notation til at beskrive skaktræk. |

Et af Larsens mest kendte gevinstpartier var mod Tigran Petrosjan ved Piatigorsky Cup i Los Angeles 1966, hvor han slog den tidligere verdensmester med et effektfuldt dronningeoffer.
|    | |    |    |    |    |    |    |
|    | \| \| \| \| \| \| \| \| \| \| \| \| \| \| \| \| \| \| \| \| \| \| \| \| \| \| \| \| \| \| \| \| \| \| \| \| \| \| \| \| \| \| \| \| \| \| \| \| \| \| \| \| \| \| \| \| \| \| \| \| \| \| \| \| \| \| \| \| \| \| \| \| |    |    |    |    |    |    |
|    | |    |    |    |    |    |    |
| a8 | b8 | c8 | d8 | e8 | f8 | g8 | h8 |
| a7 | b7 | c7 | d7 | e7 | f7 | g7 | h7 |
| a6 | b6 | c6 | d6 | e6 | f6 | g6 | h6 |
| a5 | b5 | c5 | d5 | e5 | f5 | g5 | h5 |
| a4 | b4 | c4 | d4 | e4 | f4 | g4 | h4 |
| a3 | b3 | c3 | d3 | e3 | f3 | g3 | h3 |
| a2 | b2 | c2 | d2 | e2 | f2 | g2 | h2 |
| a1 | b1 | c1 | d1 | e1 | f1 | g1 | h1 |

| a8 | b8 | c8 | d8 | e8 | f8 | g8 | h8 |
| a7 | b7 | c7 | d7 | e7 | f7 | g7 | h7 |
| a6 | b6 | c6 | d6 | e6 | f6 | g6 | h6 |
| a5 | b5 | c5 | d5 | e5 | f5 | g5 | h5 |
| a4 | b4 | c4 | d4 | e4 | f4 | g4 | h4 |
| a3 | b3 | c3 | d3 | e3 | f3 | g3 | h3 |
| a2 | b2 | c2 | d2 | e2 | f2 | g2 | h2 |
| a1 | b1 | c1 | d1 | e1 | f1 | g1 | h1 |

I denne stilling spillede Larsen 24. Dh6
og partiet forsatte 24. …Lg7 25. Dxg6 Sf4 26. Txf4 fxg6 27. Le6+ Tf7 28. Txf7 Kh8 29. Tg5 b5 30. Tg3 1:0

## Hyldest
I forbindelse med Bent Larsens 75-års fødselsdag den 4. marts 2010 udgav Dansk Skak Union et hyldestskrift, hvor mange detaljer om Bent Larsens liv og karriere er beskrevet. Da nyheden om hans død blev kendt, udtalte formanden for Dansk Skak Union bl.a.:
"Bent Larsen var i særklasse og et forbillede for en hel generation af skakmestre over hele verden. Mens han var på toppen vandt han turneringer foran verdenseliten, inklusive syv verdensmestre, og han var sin tids eneste vestlige udfordrer mod den sovjetiske skak-dominans."
Ved sin død blev han i en nekrolog af en anden dansk stormester, Sune Berg Hansen, i Politiken kaldt "Danmarks største skakspiller", og beskrev ham som en "fremragende skakspiller, men også et nysgerrigt og frem for alt karismatisk og underholdende menneske."